# Melcha trossulus
Melcha trossulus là một loài tò vò trong họ Ichneumonidae.